# Уинам
Заливът Уинам (на английски: Winam) (стари имена Кавирондо, Нянза) се намира в североизточната част на езерото Виктория, заемайки част от териториалните води на Кения. Заливът има географски координати -0°7'13" с.ш. и 34°43'59" и.д. Дължината му е 64 km, а ширината – 25 km. Заливът Уинам е плитък и е свързан с основното езеро чрез естествения канал Русинга, чиято ширина е около 4,8 km. Пред залива са разположени няколко острова, най-големият от които е Русинга и които го отделят от основното езеро.
Най-голямото пристанище на залива е Кисуму, третият по големина град в Кения, разположен на североизточния му бряг. Това е главният град на Западна Кения и административен център на провинция Нянза. На залива е изградено пристанище с каменни кейове и складова база към него, което прави града активен участник в търговията и транспорта по езерото.
В залива Уинам са разположени няколко по-малки заливи. В северната част при входа му се намира заливът Ная. Следват заливчетата Асембо, Някач, Осодо, Кенду, Хома, Рури, Мирунда и Оламбуе. Във водите на залива Уинам се намират и няколко острова – Русинга в устието му и Мабоко и Ндере във водите на същинския залив.
Водите на залива са изключително замърсени. Според информация на Британската съобщителна корпорация BBC от януари 2011 г. по крайбрежието на залива край град Кисуму всеки ден се вливат тонове отпадъци от промишлените предприятия и жилищата. 20% от жилищната канализация се зауства в залива и голяма част от изхвърлените отпадъци плуват по повърхността му.
Един от факторите, влияещ силно върху екологичното равновесие в езерото е водният хиацинт, наричан „плевел за милиони долари“, тъй като донася огромни загуби на стопанството. Това е растение, което се размножава с голяма бързина и покрива огромни площи от езерните води. По този начин силно затруднява достъпа и разтварянето на кислорода във водата, а самото то съдържа вещества, които са отровни за местните растителноядни видове. Растителната покривка е толкова дебела, че рибарите не могат да влизат с лодките си в езерото, а корабоплаването в засегнатите територии спира. През 1998 г. с хиацинт са покрити 20 000 ха от площта на езерото, като най-тежко е засегнат залива Уинам в Кения, при който 17 231 хектара са покрити с тежка растителна маса. През 2007 г. хиацинтът се разраства лавинообразно в залива пред пристанищния град Кисуми и спира възможността за корабоплаване, заради което Кения губи милиони шилинги.